# 急梳假毛蕨
急梳假毛蕨（学名：Pseudocyclosorus torrentis）为金星蕨科假毛蕨属下的一个种。

## 扩展阅读
- 維基物種上的相關：急梳假毛蕨